# Przezwiska
Przezwiska [pronunciación en polaco: /pʂɛzˈviska/] es un pueblo ubicado en el distrito administrativo de Gmina Bielawy, dentro del Distrito de Łowicz, Voivodato de Łódź, en Polonia central. Se encuentra aproximadamente a 20 kilómetros al oeste de Łowicz y a 40 kilómetros al norte de la capital regional Łódź.